# Urthecast
UrtheCast es una compañía canadiense con sede en Vancouver (Canadá) especializada en sensores a distancia, electrónica y electricidad aplicada. Desde 1995 produce software operacional para cámaras y aparatos aeroespaciales instalados en la Estación Espacial Internacional (ISS). La compañía cotiza en la Bolsa de Toronto desde junio de 2013.

## Historia
- 2015 Urthecast firma un acuerdo con la empresa española Elecnor Deimos para adquirir dos satélites de observación de la Tierra, Deimos-1 y Deimos-2, e iniciar cooperación tecnológica por un valor de 74 millones de euros.[3]

## Sistema de cámaras
Su sistema de cámaras y sensores a distancia son parte de un proyecto internacional que implica a varias naciones, principalmente Rusia (a través de la Roscosmos), Canadá y Reino Unido. El servicio dará acceso a los usuarios desde lugares remotos para examinar sitios o acontecimientos de interés. Las cámaras, de resolución media y alta, ha sido construidas por el laboratorio Rutherford Appleton de Reino Unido (RAL). La resolución en la tierra será de 5.5 m (18 ft) para resolución media y 1.1 m (3 ft) para resolución alta. UrtheCast utiliza codificación en sistema de código abierto. El nombre elegido para su sistema de cámaras es "Iris".
Los cámaras fueron entregadas al ISS dentro del programa Progress M-21M. El 27 de diciembre de 2013 hubo un intento de instalar los cámaras en los módulos rusos Zvezda, de la ISS, durante un ensayo que tuvo por protagonistas a los cosmonautas rusos Oleg Kótov y Serguéi Riazanski, que batieron récord de actividad extravehicular. Un problema impidió a las cámaras transmitir correctamente los datos de telemetría, lo que hizo fracasar un primer intento. Un segundo intento para instalar los cámaras, por los mismos cosmonautas, fue realizado el 27 de enero de 2014.
En agosto de 2014, UrtheCast anunció el diseñó de una nueva cámara de resolución media, Theia. En octubre de 2014, UrtheCast perfiló planes para instalar cámaras remotas y un radar imaging payload en el módulo llamado Tranquility, previsto para ser lanzado en el marco de un SpaceX Dragón en 2017. La compañía también anunció que ha adquirido acceso al Tracking and Data Relay Satellite System (TDRSS), de su socio NanoRacks.

## Proyectos
En junio de 2015, Urthecast anunció planes para colocar 16 satélites en órbita en torno a la Tierra. Urthecast, en combinación con el fabricante británico de satélites SSTL y la empresa española Elecnor Deimos, busca diseñar un satélite con cámaras y sensores múltiples, es decir, una plataforma completa que procese datos y a la par sea un satélite óptico (para ver la Tierra con luz visible), pero también una plataforma de radar (que envía imágenes de la Tierra a cualquier hora, noche o día). Cada satélite pesará varios centenares de kilogramos y el plan es lanzarlas por tandas en 2019 y 2020. Elecnor Deimos, con sede en Madrid, hará la planificación de la misión y los análisis. Además controlará las estaciones de Tierra utilizadas para comunicarse con los satélites. 
Otros proyectos hechos públicos son construir unos 900 satélites para OneWeb que podrían cubrir la Tierra con conectividad de banda ancha, en combinación con Airbus DS y SSTL, o la creación de una constelación de cámaras de vídeo para satélite, con la empresa estadounidense Skybox Imaging, adquirida por Google en 2015.